# Steve Barker (calciatore)
Steven Robert Barker (Maseru, 23 dicembre 1967) è un ex calciatore e allenatore di calcio sudafricano, tecnico dello Stellenbosch.

## Biografia
Nato a Maseru in Lesotho, era nipote dell'allenatore sudafricano Clive Barker.

## Carriera

### Giocatore

#### Club
Durante la sua carriera ha militato nella Wits University fino al 1998, per poi trasferirsi nel 1999 al SuperSport Utd.

### Allenatore
Nel maggio 2012, alla guida dell'University of Pretoria, conquista una storica promozione in Premier Division.
Nel novembre 2014 viene nominato tecnico dell'AmaZulu.
Nel 2017 si unice allo Stellenbosch. Alla guida sei sudafricani, nella stagione 2018-2019 vince la National First Division, conquistando la promozione nella massima serie.
Nel 2023 conquista la Coppa di Lega sudafricana, dopo aver sconfitto i TS Galaxy ai tiri di rigore,ottenendo inoltre un terzo posto in Premier Division, cha ha permesso allo Stellenbosch la partecipazione alla Coppa della Confederazione CAF 2024-2025 e alla disputa della MTN 8 2024. 
Con i Maroons, raggiunge la finale della MTN 8 2024, disputata il 5 ottobre contro gli Orlando Pirates, che ha visto la sconfitta per 3-1 degli Stallies nei minuti finali della partita. Il 2 dicembre 2024, con la vittoria dello Stellenbosch sull'Orlando Pirates, raggiunge le 100 vittorie in granata-oro, nelle 253 partite come allenatore del club.

## Palmarès

### Giocatore

#### Competizioni nazionali
- MTN 8: 1

Wits University: 1995
- Coppa di Lega sudafricana: 1

Wits University: 1995

### Allenatore

#### Competizioni nazionali
- Coppa di Lega sudafricana: 1

Stellenbosch: 2023
- National First Division: 2

University of Pretoria: 2011-2012
Stellenbosch: 2018-2019